# Tragique
 (novembre 2021).
Si vous disposez d'ouvrages ou d'articles de référence ou si vous connaissez des sites web de qualité traitant du thème abordé ici, merci de compléter l'article en donnant les références utiles à sa vérifiabilité et en les liant à la section « Notes et références ».
Le tragique est le caractère de ce qui est funeste, fatal, alarmant ou attaché à la tragédie. Un personnage tragique semble soumis au destin, à la fatalité ; il est emporté par ses passions ou subit un conflit intérieur proche de la folie (la fureur) ; le registre tragique est proche du registre pathétique parce qu'ils suscitent l'un et l'autre la pitié, mais il s'en distingue par le caractère terrifiant des situations dans lesquelles se trouvent les personnages.
C'est le fait d'avoir, dans un roman par exemple, un personnage dont le destin est irrémédiable, souvent funeste. Une autre caractéristique d'une « fin tragique » peut être la mort du personnage dans d'atroces souffrances.
Le tragique mène le protagoniste à une fin irrévocable, contre laquelle il va lutter jusqu'au bout mais en vain. Le tragique mêle des sentiments forts et exacerbés par celui qui lutte contre son destin. La passion et la haine se confondent dans une tension qui retranscrit la menace omniprésente de la fatalité, qui tomberait soudainement et accomplirait la destinée.
Pour André Comte-Sponville le tragique n'est pas seulement le malheur mais « ce qui résiste à la réconciliation », le conflit qui demeure « sans issue satisfaisante entre deux points de vue l'un et l'autre légitimes. »
Le tragique est la situation de l’homme face à son destin, contre lequel il lutte, ou qui le place dans un conflit opposant deux principes également honorables, destin auquel il ne pourra échapper.